# Monoterpenol O-acetiltransferaza
Monoterpenol O-acetiltransferaza (EC 2.3.1.69, mentolna transacetilaza) je enzim sa sistematskim imenom acetil-KoA:monoterpenol O-acetiltransferaza. Ovaj enzim katalizuje sledeću hemijsku reakciju
acetil-KoA + monoterpenol {\displaystyle \rightleftharpoons } KoA + monoterpenol acetat estar
(-)-Mentol, (+)-neomentol, borneol, cikloheksanol i dekan-1-ol mogu da budu acetilisani.

## Literatura
- Nicholas C. Price; Lewis Stevens (1999). Fundamentals of Enzymology: The Cell and Molecular Biology of Catalytic Proteins (Third изд.). USA: Oxford University Press. ISBN 019850229X.
- Eric J. Toone (2006). Advances in Enzymology and Related Areas of Molecular Biology, Protein Evolution (Volume 75 изд.). Wiley-Interscience. ISBN 0471205036.
- Branden C; Tooze J. Introduction to Protein Structure. New York, NY: Garland Publishing. ISBN 0-8153-2305-0.
- Irwin H. Segel. Enzyme Kinetics: Behavior and Analysis of Rapid Equilibrium and Steady-State Enzyme Systems (Book 44 изд.). Wiley Classics Library. ISBN 0471303097.

## Spoljašnje veze
- Monoterpenol+O-acetyltransferase на 